# ۱۹۹۸

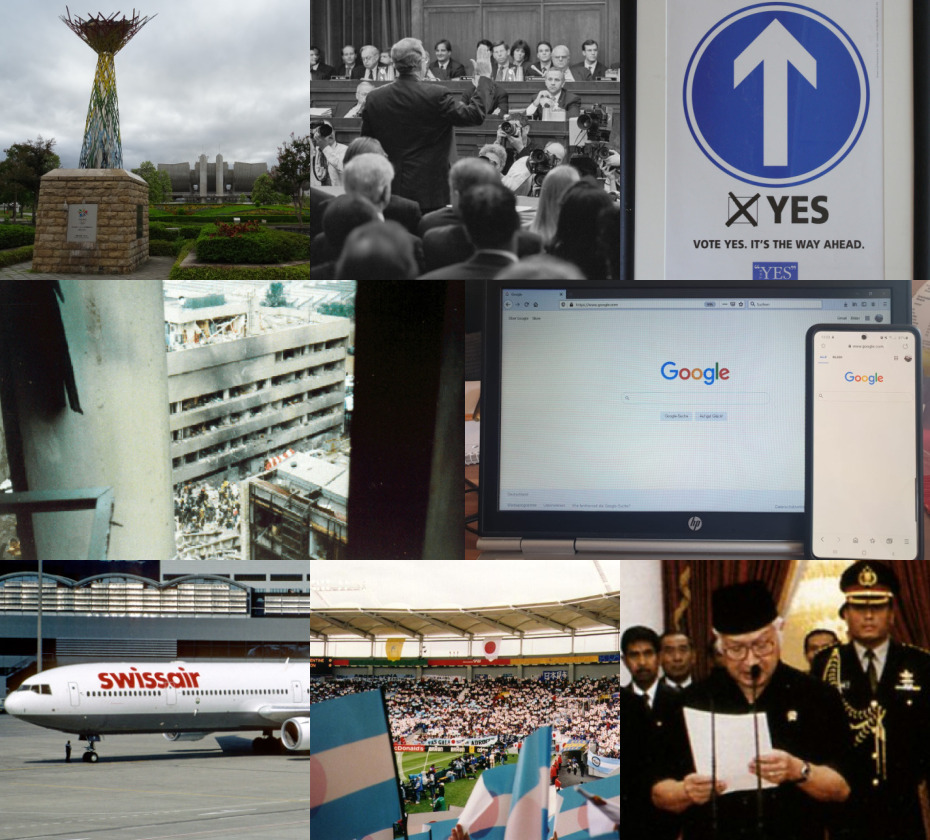

سال ۱۹۹۸ (هزار و نهصد و نود و هشت) میلادی هشتمین سال از دهه ۱۹۹۰ در اواخر سده ۲۰ میلادی بود. بر اساس تقویم گریگوری این سال از ابتدای روز پنج شنبه ۱ ژانویه ۱۹۹۸ شروع شد و در پایان ۳۱ دسامبر ۱۹۹۸ به پایان رسید. سال مذکور یک سال عادی با ۳۶۵ روز بود.

## نامگذاری‌ها
در تقویم چینی این سال سال ببر نام گرفته‌است. این سال همچنین به عنوان سال بین‌المللی اقیانوس تعیین شد.

## رویدادها

### ژانویه
- ۸ ژانویه - رمزی یوسف به حبس ابد محکوم شد.
- ۱۲ ژانویه - توافق کشورهای اروپا بر منع شبیه‌سازی انسانی.

### فوریه
- ۴ فوریه - زمین لرزه شش ریشتری در شمال افغانستان.
- ۷ فوریه - ۲۲ فوریه برپایی المپیک زمستانی ۱۹۹۸ در ناگانو در ژاپن.
- ۱۶ فوریه - سقوط هواپیما در چین و کشته شدن ۲۰۲ نفر.
- ۲۳ فوریه - صدور فتوای جهاد علیه یهودیان و صلیبیون از سوی اسامه بن لادن.

### ژوئن
- ۱۰ ژوئن - شروع جام جهانی فوتبال ۱۹۹۸ در فرانسه.
- ۱۵ ژوئن - شروع بازی‌های المپیک زمستانی ۱۹۹۸ در ژاپن.

### اوت
- ۷ اوت - بمب‌گذاری ۱۹۹۸ سفارت ایالات متحده

### سپتامبر
- ۷ سپتامبر - تأسیس شرکت گوگل در کالیفرنیا.

### اکتبر
- ۳ اکتبر - پیروزی جان هوارد در انتخابات فدرال استرالیا.

### نوامبر
- ۲۰ نوامبر - آغاز ساخت ایستگاه فضایی بین‌المللی در مدار زمین
- - انتشار بازی کراش باندیکوت ۳ در اروپا
- -تولد جهانگرد معروف رهگذر (حمید سلطانی)

## درگذشتگان
- ۸ اوت - کشته شدن محمود صارمی خبرنگار ایرانی در افغانستان.
- ۶ سپتامبر - مرگ آکیرا کوروساوا کارگردان نامی ژاپن
- ۵ ژانویه – سونی بونو، بازیگر، خواننده، و سیاست‌مدار آمریکایی (ز. ۱۹۳۵)
- ۷ ژانویه – ولادیمیر پریلاگ، شیمی‌دان سوئیسی (ز. ۱۹۰۶)
- ۹ ژانویه – کنیچی فوکویی، شیمی‌دان ژاپنی (ز. ۱۹۱۸)
- ۲۱ ژانویه – جک لرد، تهیه‌کننده، بازیگر، و کارگردان آمریکایی (ز. ۱۹۲۰)
- ۲۶ فوریه – تئودور شولتز، اقتصاددان آمریکایی (ز. ۱۹۰۲)
- ۱۰ مارس – لوید بریجز، بازیگر آمریکایی (ز. ۱۹۱۳)
- ۱۶ مارس – درک بارتون، شیمی‌دان بریتانیایی (ز. ۱۹۱۸)
- ۲۵ مارس – دنیل ماسی (بازیگر)، بازیگر بریتانیایی (ز. ۱۹۳۳)
- ۵ آوریل – کوزی پاول، درامر بریتانیایی (ز. ۱۹۴۷)
- ۱۱ آوریل – رادنی هاروی، بازیگر آمریکایی (ز. ۱۹۶۷)
- ۹ مه – آلیس فی، بازیگر و خواننده آمریکایی (ز. ۱۹۱۵)
- ۲۹ مه – بری گلدواتر، افسر، عکاس، و سیاست‌مدار آمریکایی (ز. ۱۹۰۹)
- ۵ ژوئن – جانت نولان، بازیگر آمریکایی (ز. ۱۹۱۱)
- ۲۰ ژوئن – کنراد شومان، سرباز آلمانی (ز. ۱۹۴۲)
- ۲۳ ژوئن – مورین اوسالیوان، بازیگر آمریکایی (ز. ۱۹۱۱)
- ۶ ژوئیه – روی راجرز، موسیقی‌دان، بازیگر، و خواننده آمریکایی (ز. ۱۹۱۱)
- ۳ اوت – آلفرد اشنیتکه، آهنگساز روسی (ز. ۱۹۳۴)
- ۴ اوت – یوری آرتوکین، مهندس و فضانورد اهل شوروی (ز. ۱۹۳۰)
- ۲۴ اوت – ای. جی. مارشال، بازیگر آمریکایی (ز. ۱۹۱۰)
- ۲۶ اوت – فردریک رینز، فیزیک‌دان آمریکایی (ز. ۱۹۱۸)
- ۱۱ سپتامبر – دان کلارک، بازیگر آمریکایی (ز. ۱۹۱۲)
- ۱۳ سپتامبر – جرج والاس، قاضی، بوکسور، وکیل، و سیاست‌مدار آمریکایی (ز. ۱۹۱۹)
- ۲۰ سپتامبر – موریل هامفری، سیاست‌مدار آمریکایی (ز. ۱۹۱۲)
- ۲۶ سپتامبر – بتی کارتر، آهنگساز آمریکایی (ز. ۱۹۲۹)
- ۱۱ اکتبر – ریچارد دنینگ، بازیگر آمریکایی (ز. ۱۹۱۴)
- ۲۲ اکتبر – اریک امبلر، نویسنده و فیلمنامه‌نویس بریتانیایی (ز. ۱۹۰۹)
- ۳ نوامبر – باب کین، هنرمند، نویسنده، و نقاش آمریکایی (ز. ۱۹۱۵)
- ۱۹ نوامبر – آلن جی پاکولا، فیلمنامه‌نویس، تهیه‌کننده، و کارگردان آمریکایی (ز. ۱۹۲۸)
- ۵ دسامبر – هازل بیشوپ، شیمی‌دان آمریکایی (ز. ۱۹۰۶)
- ۱۲ دسامبر – لاتون چایلز، سیاست‌مدار و وکیل آمریکایی (ز. ۱۹۳۰)
- ۱۸ دسامبر – لف دیومین، مهندس و فضانورد اهل شوروی (ز. ۱۹۲۶)
- ۲۳ دسامبر – دیوید منرس، بازیگر کانادایی (ز. ۱۹۰۰)
- ۱۴ سپتامبر -- شیون فومنی، شاعر گیلانی